# Corona eslovaca
La corona eslovaca (en eslovac Slovenská koruna o, simplement, koruna; en plural, korun) és l'antiga unitat monetària d'Eslovàquia. Es dividia en 100 halierov (singular halier, abreujat h). El codi ISO 4217 era SKK i habitualment s'abreujava Sk. Fou substituïda per l'euro l'1 de gener del 2009 a raó de 30,1260 SKK per EUR.

## Història
La primera corona, coneguda com la corona eslovaca de la Segona Guerra Mundial, es va establir el 1939 en substitució de la corona txecoslovaca (introduïda el 1919 per reemplaçar la corona austrohongaresa) i va durar fins al final de la guerra, ja que l'1 de novembre del 1945 fou substituïda de nou per la corona txecoslovaca.

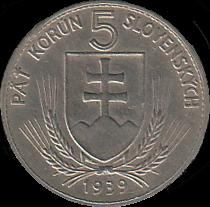
5 corones eslovaques del 1939

La segona corona fou introduïda el 8 de febrer del 1993, amb la independència eslovaca arran de la dissolució de Txecoslovàquia i, per tant, de la desaparició de la corona txecoslovaca.
La corona va entrar en l'ERM II, el mecanisme de canvi de la Unió Europea, el 28 de novembre del 2005, i el tipus de canvi es va fixar a raó de 38,4550 SKK per EUR. El 19 de març del 2007 es va revaluar, amb què el tipus central quedava fixat a 35,4424 SKK per EUR. La taxa de canvi definitiva es va fixar el 8 de juliol del 2008 en 30,1260 SKK per EUR. El govern eslovac va substituir la corona per l'euro l'1 de gener del 2009.

## Monedes i bitllets
Emesa pel Banc Nacional Eslovac (Národná banka Slovenska), abans de l'entrada de l'euro en circulaven bitllets de 20, 50, 100, 200, 500, 1.000 i 5.000 korun i monedes de 50 halierov i d'1, 2, 5 i 10 korun. Les monedes de 10 i 20 h es van retirar de la circulació el 31 de desembre del 2003.